# Gianfranco Ravasi
Gianfranco Ravasi (ur. 18 października 1942 w Merate) – włoski duchowny rzymskokatolicki, doktor teologii biblijnej i specjalista od języka hebrajskiego, arcybiskup, przewodniczący Papieskiej Rady ds. Kultury w latach 2007–2022, przewodniczący Papieskiej Komisji ds. Dziedzictwa Kulturowego Kościoła w latach 2007–2012, przewodniczący Papieskiej Komisji ds. Archeologii Sakralnej w latach 2007–2022, kardynał od 2010 (najpierw w stopniu diakona, w 2021 promowany do stopnia prezbitera).

## Życiorys
W 1966 uzyskał święcenia kapłańskie w Mediolanie z rąk kardynała Giovanniego Colombo. Był prefektem Biblioteki-Pinakoteki Ambrozjańskiej i wykładowcą teologii biblijnej na Wydziale Teologicznym Północnych Włoch. Od 1995 jest członkiem Papieskiej Komisji Biblijnej. Ravasi jest też autorem rozważań Drogi Krzyżowej w rzymskim Koloseum w 2007. 3 września 2007 papież Benedykt XVI powołał go na przewodniczącego Papieskiej Rady Kultury, która co roku honoruje artystów Medalem Per Artem Ad Deum, oraz komisji ds. Dziedzictwa Kulturowego Kościoła i komisji ds. Archeologii. Sakrę biskupią przyjął 29 września z rąk papieża. 20 października 2010 znalazł się na ogłoszonej przez papieża liście nowych kardynałów. Kreacja kardynalska miała miejsce na konsystorzu zaplanowanym na 20 listopada 2010. Wraz z kard. Ravasim, kreowany był wówczas m.in. kard. Kazimierz Nycz.
Gianfranco Ravasi popularny jest we Włoszech jako popularyzator Pisma Świętego. Prowadzi programy w telewizji, publikuje w prasie. Od lat 80. wydaje też pozycje książkowe na temat Biblii, m.in. komentarze do różnych ksiąg biblijnych. Od 2007 roku co tydzień publikuje artykuły biblijne w Przewodniku Katolickim.
Dwukrotnie osobiście wręczał Medal Per Artem ad Deum podczas Międzynarodowej Wystawy Budownictwa i Wyposażenia Kościołów Sztuki Sakralnej i Dewocjonaliów Sacroexpo w Targach Kielce - w 2009 roku Wojciechowi Kilarowi, a w 2012 - Ennio Morricone.
28 września 2012 otrzymał doktorat honoris causa Katolickiego Uniwersytetu Lubelskiego Jana Pawła II.
Brał udział w konklawe 2013, które wybrało papieża Franciszka.
3 maja 2021 został podniesiony przez papieża Franciszka do rangi kardynała prezbitera.
W związku z reformą Kurii Rzymskiej ogłoszoną w konstytucji apostolskiej Praedicate Evangelium z dniem 5 czerwca 2022 Papieska Rada ds. Kultury została zniesiona, a jej uprawnienia, wraz z uprawnieniami zniesionej Kongregacji Edukacji Katolickiej przejęła nowo utworzona Dykasteria ds. Kultury i Edukacji. Tym samym Ravasi zakończył przewodniczenie Radzie.
18 października 2022 po ukończeniu 80 lat utracił prawo do udziału w konklawe.

## Publikacje w Polsce
- Zgodnie z Pismem, Rok A. Wydawnictwo św. Antoniego, 1999. Brak numerów stron w książce
- Biblia. Odpowiedzi na najbardziej prowokacyjne pytania. Edycja Świętego Pawła. Brak numerów stron w książce
- Pan Świtu. Poranek. Jedność, 2001. Brak numerów stron w książce
- Góry Boga. Jedność, 2002. Brak numerów stron w książce
- Apokalipsa. Jedność, 2002. Brak numerów stron w książce
- Przykazania w Piśmie Świętym i sztuce. Jedność, 2003. Brak numerów stron w książce
- Martini - moje trzy miasta. Salwator, 2003. Brak numerów stron w książce
- Jak Długo Panie?. Jedność, 2004. Brak numerów stron w książce
- Modlitwa - ateista i wierzący przed Bogiem. Jedność, 2005. Brak numerów stron w książce
- Piękno Biblii. Salwator, 2006. Brak numerów stron w książce
- Tajemnica Boga. Dehon Wydawnictwo Księży Sercanów, 2006. Brak numerów stron w książce
- Krótka historia duszy. Salwator, 2008. Brak numerów stron w książce
- Biblia jest dla ciebie. Mały kurs teologii biblijnej. Wydawnictwo Święty Wojciech, 2011. Brak numerów stron w książce

Seria "Rozumieć Stary Testament":
- Księga Rodzaju (1-11). Kraków: Wydawnictwo m, 1997. Brak numerów stron w książce
- Księga Rodzaju (12-50). Kraków: Wydawnictwo m, 1997. Brak numerów stron w książce

Seria "Zgłębiać Biblię":
- Kohelet. Najbardziej oryginalna i „skandaliczna” księga Starego Testamentu. Salwator, 2004. Brak numerów stron w książce
- Hiob. Dramat Boga i człowieka, cz. 1. Salwator, 2004. Brak numerów stron w książce
- Hiob. Dramat Boga i człowieka, cz. 2. Salwator, 2004. Brak numerów stron w książce
- Pieśń nad pieśniami ... jak pieczęć na twoim sercu. Salwator, 2005. Brak numerów stron w książce
- Psalmy, cz. 1. Salwator, 2007. Brak numerów stron w książce